# Namatjira centralis
Namatjira centralis är en insektsart som först beskrevs av Rehn, J.A.G. 1952.  Namatjira centralis ingår i släktet Namatjira och familjen Morabidae. Inga underarter finns listade i Catalogue of Life.